# 107 mm M1910
Il cannone da 107 mm Modello 1910 fu progettato dalle officine Putilov russe e fu la base per la produzione dello Schneider 105 mm Mle. 1913, allorché la ditta russa entrò in stretta collaborazione con la grande industria francese.

## Origini
La Putilov, dopo la produzione delle artiglierie da 76,2 mm Modello 00/02, eseguì indagini tecniche per trovare un progetto migliore e più potente. Quello che ne derivò sarebbe stato il candidato ideale per sostituire le vecchie artiglierie pesanti di produzione Krupp. L'arma di per sé era potente, equilibrata e assai gradevole nelle forme.
Ma le difficoltà economiche in cui le officine Putilov si venne a trovare ad inizio produzione furono molto pesanti, anche per la più generale crisi economica russa; lo Zar pensò quindi di attirare capitale straniero, e tra gli effetti vi fu l'arrivo della francese Schneider e il suo acquisto delle officine Putilov.
Tra i progetti delle Putilov i francesi sottoposero all'attenzione del loro esercito il cannone Modello 1910 ma modificato in calibro 105mm, diventando il mle 1913, o più brevemente, L13S.
Nel frattempo il cannone russo, combattuta la guerra nel fronte orientale, fu riprogettato nella forma del Modello 1910/30. Quest'artiglieria disponeva di canna più lunga e venne utilizzata fino a quando scoppiò ancora la guerra con la Germania e molti pezzi furono catturati dai tedeschi e ribattezzate 10,7 cm K352(r), e finirono a difendere il Vallo Atlantico, in compagnia delle artiglierie francesi L13S da 105 mm.
Il pezzo fu infine sostituito dal 107 mm M1940.